# Remigia annetta
Remigia annetta là một loài bướm đêm trong họ Erebidae.